# Championnat du Nigeria de football 2000
Navigation
Saison précédente Saison suivante
La saison 2000 du Championnat du Nigeria de football est la dixième édition de la première division professionnelle à poule unique au Nigeria, la First Division League. Dix-sept clubs prennent part au championnat qui prend la forme d'une poule unique où toutes les équipes se rencontrent deux fois au cours de la saison. À la fin de cette première phase, les quatre premiers se disputent le titre au sein d'une poule finale. En fin de saison, afin de faire passer le championnat à 16 équipes, les trois derniers du classement sont relégués et remplacés par les deux meilleurs clubs de Division II, la deuxième division nigériane.
C'est le club de Julius Berger FC qui remporte le championnat après avoir terminé en tête du classement final, avec un seul point d'avance sur Katsina United et quatre sur le tenant du titre, Lobi Stars FC. C'est le 2e titre de champion du Nigeria de l'histoire du club, après celui remporté en 1991. 

## Les clubs participants
| - Julius Berger FC - Sharks FC - Promu de Division II - Plateau United - Enyimba FC - Kwara Stars FC - Jigawa Golden Stars - Promu de Division II - Enugu Rangers - Gombe United FC - Bendel Insurance | - Wikki Tourists FC - Iwuanyanwu Nationale - Jasper United - Udoji United FC - Promu de Division II - Kwara United FC - Katsina United - Lobi Stars FC - Gabros International |

## Compétition
Le barème de points servant à établir le classement se décompose ainsi :
- Victoire : 3 points
- Match nul : 1 point
- Défaite : 0 point

### Première phase
| Rang | Équipe               | Pts | J  | G  | N  | P  | Bp | Bc | Diff |
| ---- | -------------------- | --- | -- | -- | -- | -- | -- | -- | ---- |
| 1    | Katsina United       | 52  | 32 | 14 | 10 | 8  | 32 | 27 | +5   |
| 2    | Lobi Stars FCT       | 51  | 32 | 15 | 6  | 11 | 34 | 24 | +10  |
| 3    | Julius Berger FC     | 50  | 32 | 14 | 8  | 10 | 28 | 24 | +4   |
| 4    | Plateau United       | 49  | 32 | 15 | 4  | 13 | 33 | 26 | +7   |
| 5    | Wikki Tourists FC    | 48  | 32 | 14 | 6  | 12 | 33 | 32 | +1   |
| 6    | Gabros International | 47  | 32 | 13 | 8  | 11 | 31 | 25 | +6   |
| 7    | Sharks FCP           | 44  | 32 | 13 | 5  | 14 | 41 | 39 | +2   |
| 8    | Iwuanyanwu Nationale | 44  | 32 | 12 | 8  | 12 | 29 | 28 | +1   |
| 9    | Gombe United FC      | 44  | 32 | 14 | 2  | 16 | 35 | 35 | 0    |
| 10   | Enyimba FC           | 44  | 32 | 13 | 5  | 14 | 39 | 42 | -3   |
| 11   | Jasper United        | 44  | 32 | 12 | 8  | 12 | 22 | 27 | -5   |
| 12   | Jigawa Golden StarsP | 43  | 32 | 13 | 4  | 15 | 32 | 28 | +4   |
| 13   | Enugu Rangers        | 43  | 32 | 12 | 7  | 13 | 32 | 32 | 0    |
| 14   | Bendel Insurance     | 42  | 32 | 11 | 9  | 12 | 27 | 25 | +2   |
| 15   | Udoji United FCP     | 41  | 32 | 11 | 8  | 13 | 34 | 34 | 0    |
| 16   | Kwara United FC      | 41  | 32 | 11 | 8  | 13 | 25 | 30 | -5   |
| 17   | Kwara Stars FC       | 32  | 32 | 8  | 8  | 16 | 27 | 40 | -13  |

|  | Qualification pour la phase finale du championnat |
|  | Relégation en Division Two                        |
|  | T : Tenant du titre P : Promu de Division Two     |

### Seconde phase
| Rang | Équipe           | Pts | J | G | N | P | Bp | Bc | Diff |  | Résultats (▼ dom., ► ext.) | Lob | Iwu | Pla | Wik |
| ---- | ---------------- | --- | - | - | - | - | -- | -- | ---- |  | -------------------------- | --- | --- | --- | --- |
| 1    | Julius Berger FC | 7   | 3 | 2 | 1 | 0 | 2  | 0  | +2   |  | Julius Berger FC           |     | 1-0 | 1-0 | 0-0 |
| 2    | Katsina United   | 6   | 3 | 2 | 0 | 1 | 3  | 1  | +2   |  | Katsina United             |     |     | 1-0 | 2-0 |
| 3    | Lobi Stars FCT   | 3   | 3 | 1 | 0 | 2 | 1  | 2  | -1   |  | Lobi Stars FCT             |     |     |     | 1-0 |
| 4    | Plateau United   | 1   | 3 | 0 | 1 | 2 | 0  | 3  | -3   |  | Plateau United             |     |     |     |     |

|  | Qualification pour la Ligue des champions de la CAF 2001 |
|  | Qualification pour la Coupe de la CAF 2001               |
|  | T : Tenant du titre                                      |

## Bilan de la saison
| Championnat du Nigeria de football 2000 |                                |
| Champion                                | Julius Berger FC (2e titre)    |
| Coupes et trophées                      |                                |
| Vainqueur de la Coupe du Nigeria 2000   | Niger Tornadoes (Division Two) |
| Qualifications continentales            |                                |
| Ligue des champions de la CAF 2001      | Julius Berger FC               |
| Coupe des Coupes 2001                   | Niger Tornadoes                |
| Coupe de la CAF 2001                    | Katsina United                 |
| Promotions et relégations               |                                |
| Promus en First Division                | El-Kanemi Warriors             |
| Promus en First Division                | NPA FC                         |
| Relégués en Division II                 | Udoji United FC                |
| Relégués en Division II                 | Kwara United FC                |
| Relégués en Division II                 | Kwara Stars FC                 |